# Kumiko Sakino
Kumiko Sakino (jap. 先野 久美子 Sakino Kumiko; ur. 23 września 1975 w Shimonoseki, w Japonii) – japońska siatkarka grająca na pozycji środkowej. Obecnie występuje w drużynie Hisamitsu Springs.